# Saint-Benoît-sur-Seine
Saint-Benoît-sur-Seine è un comune francese di 421 abitanti situato nel dipartimento dell'Aube nella regione del Grand Est.

## Società

### Evoluzione demografica
Abitanti censiti